# Tioga (Teksas)
Tioga je gradić u američkoj saveznoj državi Teksas. Prema popisu stanovništva iz 2010. u njemu je živjelo 803 stanovnika.